# Alekszandr Ivanovics Maletyin
Alekszandr Ivanovics Maletyin (oroszul: Александр Иванович Малетин; Tolmacsovo, Szovjetunió, 1975. február 6. –) világbajnok orosz amatőr ökölvívó.
A Szverdlovi területen, az Alapajevszki járásban található Tolmacsovo faluban született. 1986-ban, tizenegy évesen kezdett el ökölvívással foglalkozni. Első edzője Vaszil Vasziljevics Volf, akivel napjainkban is dolgozik. Másik edzője Nyikolaj Dmitrijevics Hromov. A Nyizsnyevartovszki Testnevelési Főiskolán szerzett diplomát. Jelenleg is Nyizsnyevartovszkban él.

## Eredményei
- 1997-ben világbajnok könnyűsúlyban.
- 2000-ben Európa-bajnok könnyűsúlyban.
- 2000-ben bronzérmes az olimpián könnyűsúlyban, az elődöntőben a kubai Mario Kindelántól szenvedett vereséget.
- 2001-ben bronzérmes a világbajnokságon könnyűsúlyban.
- 2002-ben Európa-bajnok könnyűsúlyban.
- 2003-ban ezüstérmes a világbajnokságon kisváltósúlyban. A döntőben a francia Willy Blaintől szenvedett vereséget.
- 2004-ben Európa-bajnok kisváltósúlyban.
- 2004-ben nem szerzett érmet az olimpián, a nyolc közé jutásért zajló meccsen kapott ki megintcsak Willy Blaintől.